# Tomomi Ogawa
Tomomi Ogawa, född 31 maj 1990 i Kakogawa, är en japansk musiker. Hon är känd för sin medverkan i rockbandet Scandal, och är främst sångare och basist.